# Raphael Walzer

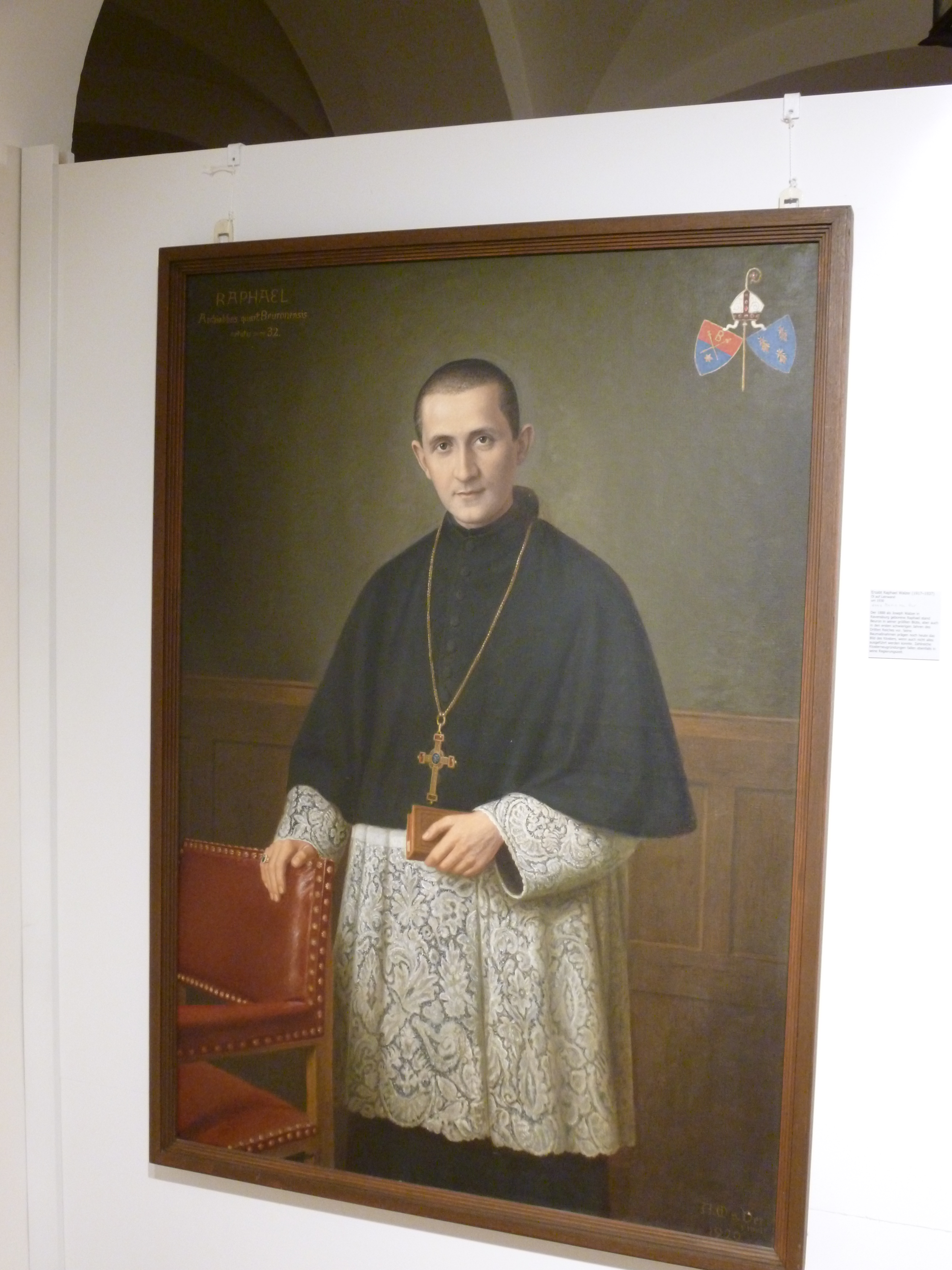
Erzabt Raphael Walzer (Gemälde in der Erzabtei Beuron, ca. 1920, Foto: 2013)

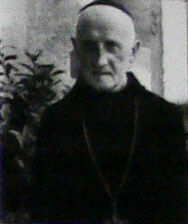
Erzabt Raphael Walzer 1966 in der Abtei Neuburg

Raphael Walzer OSB (* 27. März 1888 in Ravensburg als Josef Walzer; † 19. Juli 1966 in Heidelberg) war ein deutscher Benediktiner und vierter Erzabt der Erzabtei Beuron. Als Gegner des Nationalsozialismus musste er 1937 emigrieren und war danach in Frankreich und Algerien tätig.

## Leben

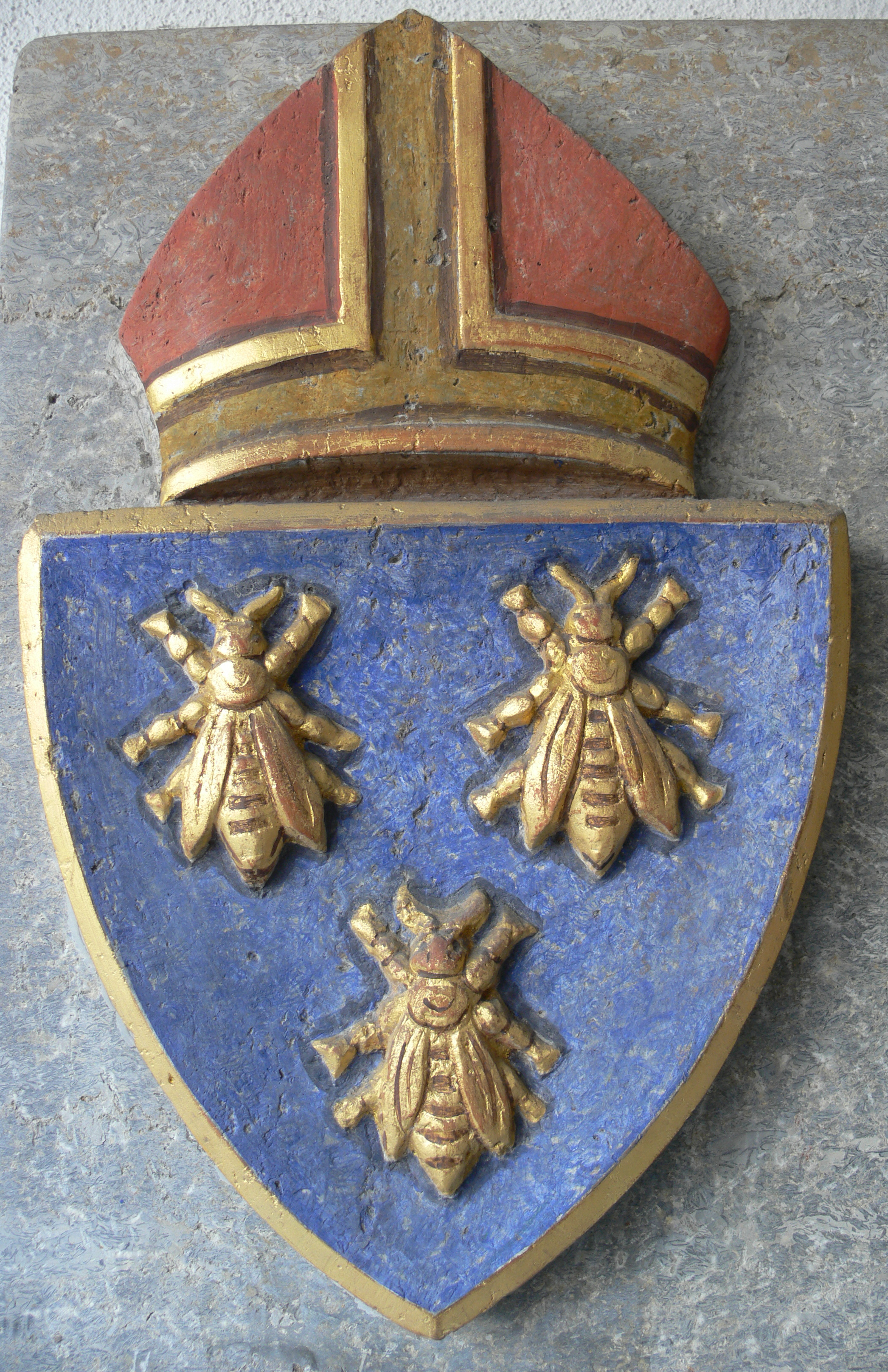
Abtswappen Raphael Walzers auf einer Gedenktafel an seinem Geburtshaus in der Herrenstraße in Ravensburg

Josef Walzer wurde als Sohn einer Handwerkerfamilie in Ravensburg geboren und trat 1906 in die Benediktiner-Erzabtei Beuron ein, wo er den Ordensnamen Raphael annahm. Er legte am 27. Dezember 1907 seine Mönchsprofess in Beuron ab und wurde am 1. September 1913 zum Priester geweiht. Bereits 1918 in der Endphase des Ersten Weltkriegs, nach Studien in Beuron und Rom, erwählte ihn – noch nicht dreißigjährig – der Beuroner Konvent zum Erzabt und damit auch zum Leiter der zur Beuroner Kongregation zählenden Männer- und Frauenklöster. In den 1920er Jahren initiierte er die Gründung bzw. Wiederbesiedlung einer Reihe von Klöstern wie auf dem Michaelsberg bei Bruchsal und 1926 Neuburg, später Weingarten, Neresheim, Kellenried, Grüssau und andere. Er war Initiator der Modernisierung und des Ausbaus des Klosters Beuron, insbesondere des Westflügel mit Theologischer Hochschule und des Wasserkraftwerks bei St. Maurus der Erzabtei Beuron. Ihm gelang die Aufnahme von über 130 Neuzugängen, die Profess von über 150 Mönchen und die Förderung wissenschaftlicher Einrichtungen. 1935 lebten fast 300 Benediktiner im Kloster.
Walzers umfassende Aufbauarbeit in Beuron wurde durch die nationalsozialistischen Machthaber unterbrochen. Er zog zahlreiche Menschen aus Wissenschaft, Kunst und des kirchlichen Lebens an Beuron heran. Er unterhielt engen und freundschaftlichen Kontakt mit Staatspräsident Eugen Bolz und war geistlicher Berater und Begleiter von Edith Stein, die heute als Heilige der Kirche verehrt wird. Beide wurden Opfer der Gewaltherrschaft der Nationalsozialisten. Diese Kontakte wiesen ihn in die geistige Opposition. Walzer machte innerhalb und außerhalb Beurons von seiner Ablehnung gegenüber dem Nationalsozialismus keinen Hehl. Er rief zum Wahlboykott auf und weigerte sich bei öffentlichen Anlässen entgegen den offiziellen Aufforderungen, das Kloster zu beflaggen. Dadurch geriet er in Spannungen mit dem nationalsozialistischen System, aber auch in innerkirchliche Schwierigkeiten. Sowohl von römischer Seite als auch aus dem Orden selber erwuchsen Walzer vermehrt Hindernisse.
1935 konnte Walzer nach einer Auslandsreise nicht mehr nach Beuron zurückkehren und emigrierte über die Schweiz nach Frankreich. Da er in Deutschland mittlerweile zur „unerwünschten Person“ erklärt worden war, nahm er die französische Staatsangehörigkeit an und lebte in der Abtei Saint-Wandrille in der Normandie. 1937 verzichtete er auf sein Amt als Erzabt von Beuron und flüchtete 1940 vor der Gestapo nach Algerien. Als Militärgeistlicher der französischen Armee in Algerien gründete er während des Zweiten Weltkriegs in Rivet bei Algier das erste Theologenseminar für deutsche Kriegsgefangene, dessen Leiter er von 1943 bis 1946 war. Da eine Rückkehr nach Beuron weiterhin nicht möglich war (dort war seit 1938 Benedikt Baur Erzabt), baute er ab 1950 in Tlemcen in Algerien eine Benediktinerabtei im islamischen Umfeld auf, der er bis 1964 vorstand. Mit dem Algerienaufstand verließ er Algerien und kehrte nach Heidelberg in die Abtei Neuburg zurück.
Er starb 1966 in der Abtei Neuburg in Heidelberg, die er in den 1920er Jahren nach einer über dreihundertjährigen Unterbrechung des Klosterlebens wiederbegründet hatte, und wurde in der Beuroner Krypta beigesetzt.